# Robert Pattinson
Robert Douglas Thomas Pattinson (Londres; 13 de mayo de 1986) es un actor, modelo, productor y cantante británico. Inició su carrera durante su adolescencia como modelo de varias marcas infantiles, pero tras la llegada de su pubertad comenzó a tener problemas para obtener nuevos empleos, por lo que decidió dedicarse a la actuación.
Tras aparecer en el telefilme Dark Kingdom: The Dragon King, debutó en el cine con Vanity Fair (2004) y seguidamente ganó reconocimiento al interpretar al personaje de Cedric Diggory en Harry Potter y el cáliz de fuego (2005).
Pattinson logró mayor popularidad al interpretar al personaje de Edward Cullen en las películas Twilight (2008), The Twilight Saga: New Moon (2009), The Twilight Saga: Eclipse (2010), The Twilight Saga: Breaking Dawn - Part 1 (2011) y The Twilight Saga: Breaking Dawn - Part 2 (2012), que fueron éxitos en taquilla. Su trabajo en dicha saga lo hizo ganador de dos premios en los Scream Awards, así como de nueve en los MTV Movie Awards y diez en los Teen Choice Awards. También tuvo éxito con otras cintas como Remember Me (2010), Water for Elephants (2011) y Cosmopolis (2012).
Posteriormente, comenzó a adoptar papeles más maduros en distintas películas, entre ellas The Lost City of Z (2016), Good Time (2017), High Life (2018), The Lighthouse (2019) y Tenet (2020), en las que recibió elogios de la crítica. Además de ello, interpretó al personaje de Batman en The Batman (2022). Pattinson ha sido nombrado por la revista Time como una de las personas más influyentes del mundo y ha aparecido en varias ocasiones como uno de los actores mejor pagados según Forbes. Además, sus películas suman más de 3.8 mil millones de dólares en taquilla. Por otra parte, Pattinson ha apoyado a distintas asociaciones benéficas en favor de los niños.

## Biografía

### 1986-2007: primeros años y debut como actor
Robert Douglas Thomas Pattinson nació el 13 de mayo de 1986 en el distrito de Barnes, en la ciudad de Londres (Reino Unido). Su madre, Clare, trabajaba para una agencia de modelaje, y su padre, Richard, importaba automóviles antiguos desde Estados Unidos Es el menor de tres hermanos; tiene una hermana mayor llamada Lizzy (que es cantante) y otra hermana mayor llamada Victoria Pattinson. Creció en Barnes y asistió a la escuela primaria para hombres Tower House School, de la cual fue expulsado a los 12 años por vender revistas pornográficas a sus compañeros de clase; más tarde sería inscrito en la escuela secundaria mixta Harrodian School. Con 12 años, inició una carrera en el modelaje posando para varias marcas de productos infantiles, que mostraron interés en él por su estatura y aspecto andrógino. Sin embargo, debió dejar el modelaje pocos años después debido a que con la pubertad le comenzó a crecer barba y vellos, y las marcas dejaron de interesarse en él por tener un aspecto más varonil. A los 15 años comenzó a desarrollar papeles menores en diferentes obras realizadas en el Teatro Barnes. Pattinson llamó la atención de un agente mientras actuaba en la producción de la obra Tess of the D'Urbervilles y desde allí comenzó a buscar papeles profesionales.[cita requerida]
Luego de su buen desempeño en el teatro, Pattinson debutó en la televisión con el telefilme alemán Ring of the Nibelungs en 2004 e igualmente en el cine con la película Vanity Fair. Al año siguiente, interpretó a Cedric Diggory en la película Harry Potter y el cáliz de fuego (2005) y recibió elogios de la crítica, además que la cinta fue un éxito en taquilla. Tras ello, el periódico The Times lo nombró la estrella británica del futuro. Al poco tiempo repitió su papel en Harry Potter and the Order of the Phoenix (2007), además de aparecer en los telefilmes The Haunted Airman y The Bad Mother's Handbook. También fue la cara en la campaña publicitaria de la colección Hackett de Dior.

### 2008-2012: sagaTwilighty éxito en el cine

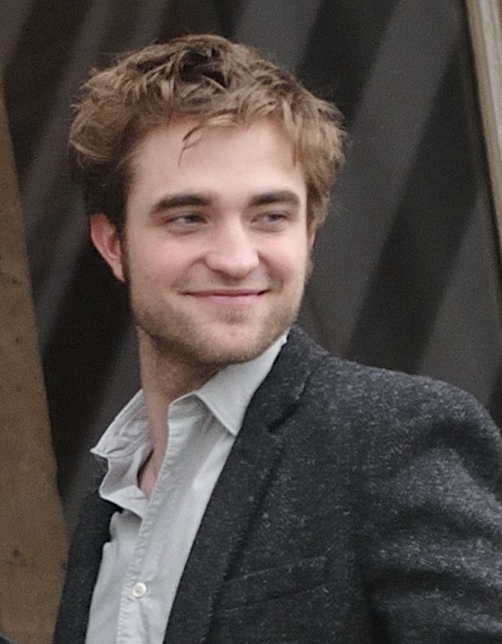
Pattinson en noviembre de 2009.

En 2007, Pattinson logró incursionar en el cine de Estados Unidos tras haber sido elegido para interpretar al personaje vampiro de Edward Cullen en las adaptaciones de la saga de Twilight escrita por Stephenie Meyer. Hizo su debut en la primera película, Crepúsculo (2008), la cual, aunque tuvo críticas mixtas, se convirtió en un éxito tras recaudar $407.1 millones en taquilla a nivel mundial. El periódico The New York Times llamó Pattinson un actor «capaz y con una belleza exótica» y Roger Ebert dijo que era perfecto para el papel. Gracias a dicha actuación, fue receptor de un premio en los Scream Awards y los People's Choice Awards, de dos en los MTV Movie Awards y de cuatro en los Teen Choice Awards. De igual forma, grabó dos canciones para la banda sonora de la cinta. Por otra parte, Pattinson también protagonizó la comedia independiente How to Be (2008), en la cual interpreta a un joven aspirante a músico. Para dicho papel grabó tres temas originales incluidos en su banda sonora. Además de ello, interpretó al artista español Salvador Dalí en el filme Little Ashes (2008), que tuvo críticas negativas.
Luego del éxito de la primera entrega, Pattinson interpretó nuevamente a Edward Cullen en la secuela The Twilight Saga: New Moon (2009), que recibió críticas negativas pero superó a su predecesora en taquilla con una recaudación de $711 millones, que la hicieron la séptima cinta más exitosa del 2009. Fue galardonado con dos Teen Choice Awards y tres MTV Movie Awards, incluido el premio a Estrella Global, el cual se le otorgó por su rápido ascenso a la fama. No obstante, también fue nominado a los Golden Raspberry Awards como Peor Actor de Reparto y Peor Dúo en Pantalla, este último compartido con Kristen Stewart. Al año siguiente repitió su papel en la tercera entrega The Twilight Saga: Eclipse (2010), que tuvo críticas mixtas y recaudó $698.4 millones en taquilla, que la convirtieron en la sexta película más taquillera del 2010. Con dicha actuación, recibió su segundo premio en los Scream Awards, así como una estatuilla en los People's Choice Awards, dos en los Teen Choice Awards, dos en los BBC Radio 1 Teen Awards y tres en los MTV Movie Awards. Sin embargo, fue nominado por segunda vez a los Golden Raspberry Awards, esta vez como Peor Actor.

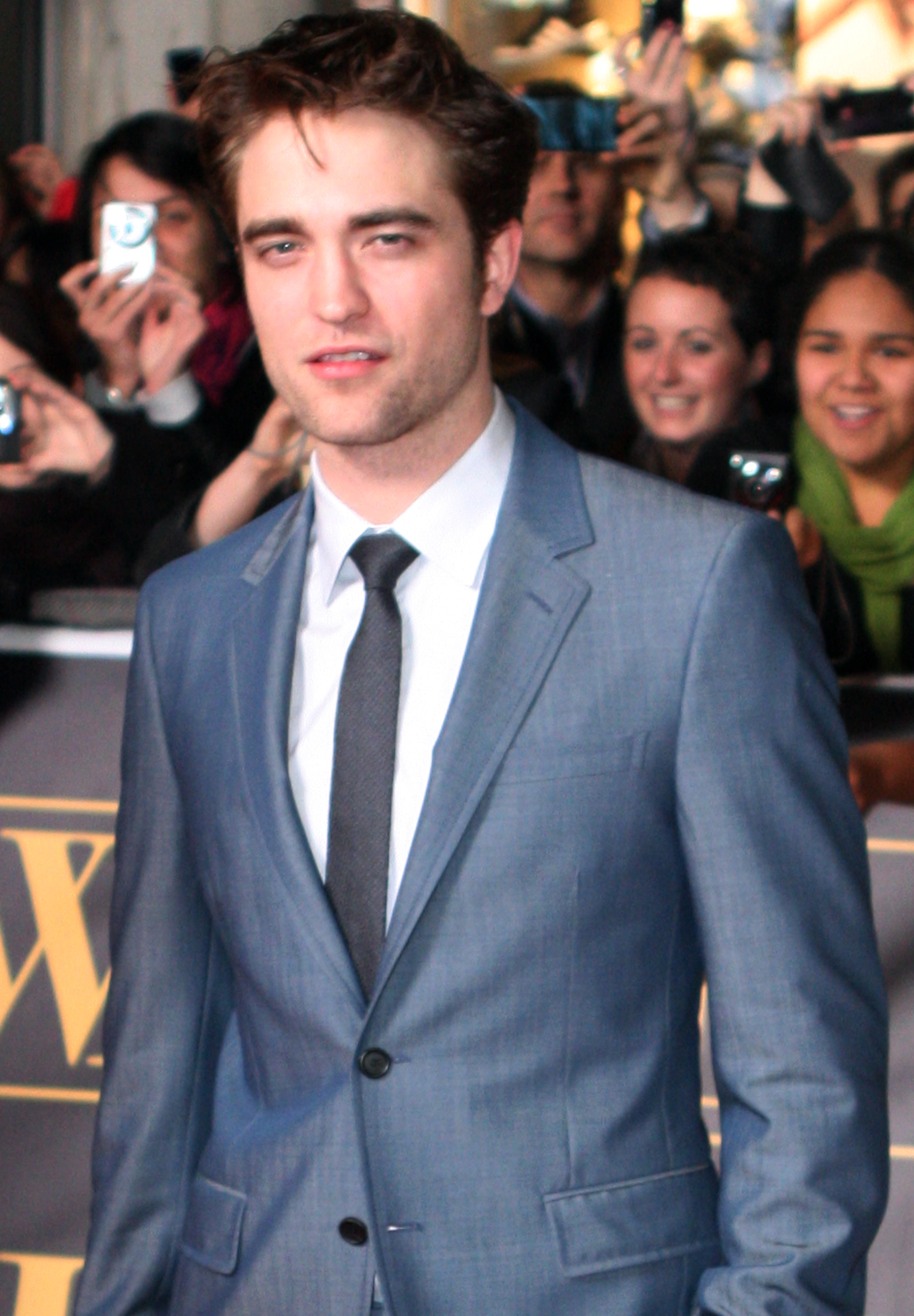
Pattinson en mayo de 2011.

Pattinson debutó como productor ejecutivo con la película Remember Me (2010), la cual también protagoniza. Aunque con críticas negativas, tuvo un ligero éxito en taquilla. Asimismo, protagonizó Love & Distrust (2010) junto a Amy Adams, Robert Downey Jr. y James Franco. Pattinson interpretó a Edward Cullen por cuarta ocasión en The Twilight Saga: Breaking Dawn - Part 1 (2011), que tuvo críticas negativas pero recaudó $712.2 millones, que la convirtieron en la cuarta película más taquillera de 2011. La actuación lo hizo ganador de un galardón en los MTV Movie Awards, pero también de una nominación a los Golden Raspberry Awards. Además de ello, protagonizó la comedia dramática Water for Elephants (2011) interpretando al veterinario de circo Jacob Jankowski, que tuvo críticas positivas y un ligero éxito en taquilla tras recaudar $117 millones. Con dicho filme también recibió un galardón en los Teen Choice Awards.
Pattinson interpretó a Georges Duroy en Bel Ami (2012), adaptación cinematográfica de la novela homónima de 1885. También protagonizó Cosmopolis (2012) interpretando al multimillonario manipulador Eric Packer y recibió elogios de la crítica por su actuación. Además de ello, interpretó por última vez a Edward Cullen en The Twilight Saga: Breaking Dawn - Part 2 (2012), entrega final de la saga de Twilight. La película tuvo críticas mixtas pero se convirtió en la más exitosa de la saga tras recaudar $829.7 millones a nivel mundial, que la hicieron la sexta cinta más taquillera del 2012. Con dicha cinta, logró ganar dos Teen Choice Awards, pero también fue nominado a dos categorías en los Golden Raspberry Awards, entre estas Peor Actor.

### 2013-2019: incursión al cine biográfico

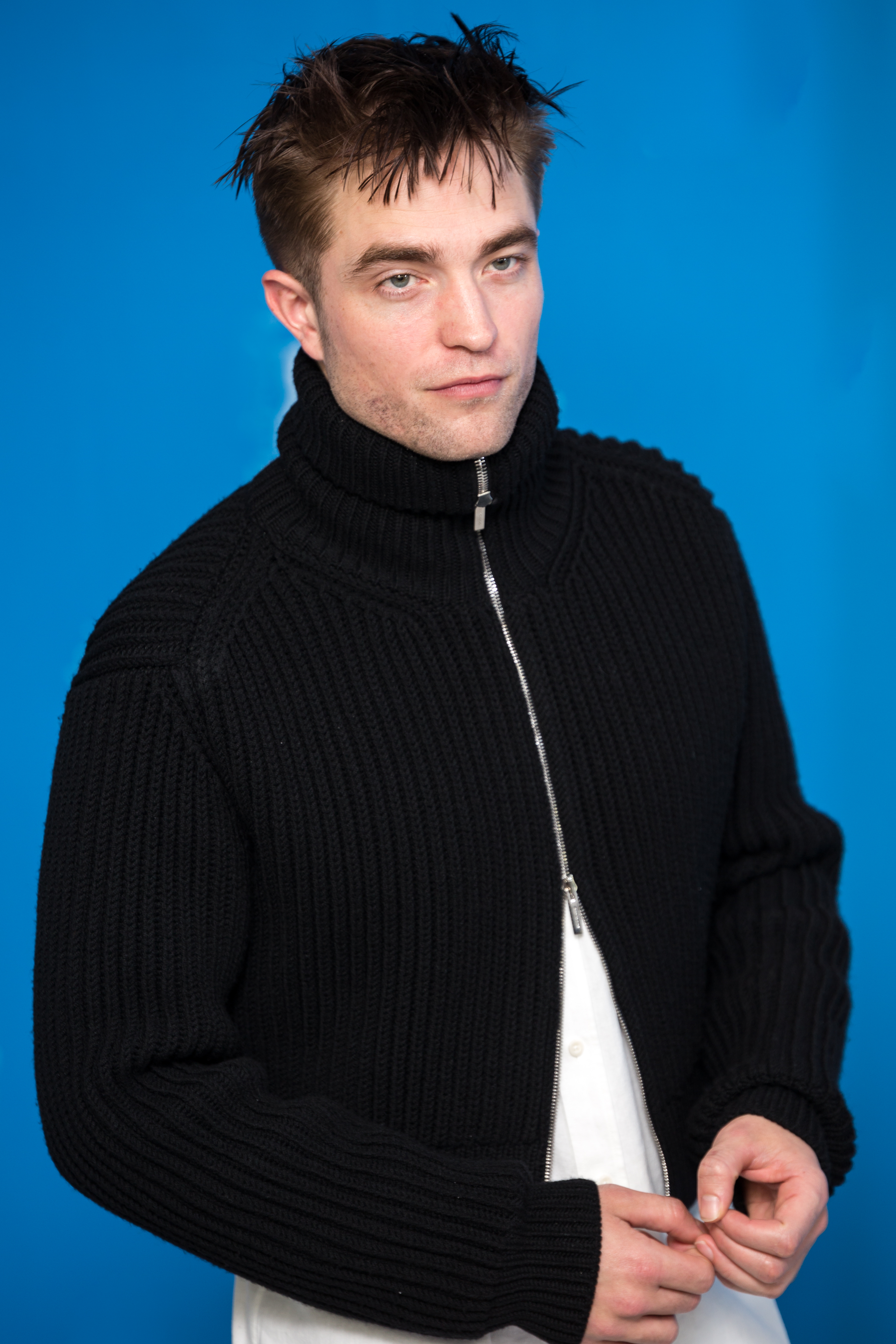
Pattinson en febrero de 2017.

En 2013, fue la cara de la campaña del perfume masculino Dior Homme Perfume. Posteriormente, protagonizó The Rover (2014) interpretando a Reynolds, el hermano de un delincuente. También apareció en Maps to the Stars (2014), película que narra la obsesión que se vive en Hollywood por la fama, una crítica sobre la búsqueda de la celebridad.
Al año siguiente, protagonizó Queen of the Desert (2015), adaptación biográfica hecha por Werner Herzog sobre la vida de Gertrude Bell. La cinta recibió duras críticas y es considerada la peor producción en la que Pattinson ha aparecido. Luego, protagonizó The Lost City of Z (2016), que aunque recibió la aclamación crítica, fue un fracaso en taquilla. Tras mostrar admiración hacia los hermanos Safdie, Pattinson les pidió participar en su próximo proyecto. Atendiendo a la petición, los hermanos Sadfie concibieron la idea de Good Time (2017), la cual Pattinson protagonizó. La cinta recibió la aclamación de la crítica, considerándola la mejor película de su carrera, y Pattinson fue nominado como Mejor Actor en los Gotham Awards, los Satellite Awards y los Independent Spirit Awards.
Pattinson protagonizó la comedia wéstern Damsel (2018), en donde tuvo críticas positivas por su química con la actriz Mia Wasikowska y la adaptación de su acento. También protagonizó la película de ciencia ficción High Life (2018) interpretando a un sobreviviente del espacio. La crítica elogió su actuación, con expertos considerando que «acarrea toda la película». Pattinson participó en la banda sonora de ambas películas, interpretando el tema «Honeybun» para Damsel y «Willow» para High Life, respectivamente. En 2019, protagonizó la cinta The King, producida por Netflix. Pattinson interpretó a Luis, Delfín de Francia y recibió buenos comentarios de la crítica. También protagonizó el suspenso psicológico The Lighthouse (2019) e igualmente recibió elogios de la crítica. Gracias a dicha actuación, fue nominado por segunda vez como Mejor Actor en los Independent Spirit Awards.

### 2020-actualidad: proyectos futuros
En 2020, Pattinson volvió a trabajar con Netflix en la cinta The Devil All the Time, la cual protagonizó en conjunto con Tom Holland y Bill Skarsgård. Hizo el papel de Preston Teagardin, un despiadado depredador sexual, y recibió elogios de la crítica por su actuación. También obtuvo buenas críticas por su protagonismo en Tenet (2020), en la cual interpreta a un agente de la CIA. Pattinson interpretó al personaje de Bruce Wayne / Batman en la película The Batman (2022).

## Vida personal y filantropía
Pattinson mantuvo una relación con la actriz Nina Schubert a inicios de 2003 que duró hasta mediados de 2006. Posteriormente, en 2009, comenzó una relación con Kristen Stewart, su coestrella en Twilight (2008). Luego de una infidelidad por parte de la actriz con el director Rupert Sanders en julio del 2012, ambos se tomaron un tiempo. Aunque Stewart pidió disculpas públicas por lo ocurrido, dieron por culminada su relación a finales de ese año. De acuerdo con la actriz, la relación fue solo por fines promocionales. En 2014, Pattinson comenzó a salir con la cantante FKA twigs, a quien conoció durante un concierto. Ambos hicieron oficial la relación en mayo de 2015 durante la Met Gala. En julio de 2017, Pattinson confirmó que se habían comprometido. No obstante, en octubre de ese año, la pareja se separó. A mediados de 2018, comenzó una relación con la modelo y actriz Suki Waterhouse.
Por otra parte, Pattinson apoya la campaña Go Campaign en defensa de las niñas refugiadas y usa su imagen para recaudar fondos. También apoya activamente a ECPAT, una asociación civil que lucha contra el tráfico de menores. Durante el Festival de Cannes de 2009, recaudó $56 mil que fueron donados a dicha asociación. En junio de 2010, vendió varios de sus dibujos por eBay para recaudar dinero que fue donado a Parents and Abducted Children Together, una asociación que busca apoyar a las familiares con niños que han sido secuestrados. También realizó dicha iniciativa para donar dinero a Homeless: Raising Arizona, un orfanato en Arizona. Participó en el teletón Hope for Haiti Now: A Global Benefit for Earthquake Relief en apoyo a las víctimas del terremoto de Haití de 2010. Asimismo, subastó una guitarra autografiada para recaudar dinero que fue donado a Midnight Mission, un refugio de Los Ángeles. En 2011, promovió la campaña The Cancer Bites durante su discurso en los Teen Choice Awards como forma de crear conciencia sobre los chequeos rutinarios. En agosto de 2013, visitó el Hospital Infantil de Los Ángeles y participó en varias actividades con los pacientes. Más tarde se unió a International Medical Corps, una organización global sin fines de lucro que brinda ayuda humanitaria en catástrofes y desastres naturales. En 2014, vendió autógrafos para recaudar dinero para Prostate Cancer Research Foundation, una fundación que estudia el cáncer de próstata. También vendió su bicicleta para recoger dinero que fue donado a Royal Flying Doctor Service, una asociación que apoya a las familiares que viven en el outback de Australia. Participó en el Ice Bucket Challenge para recaudar dinero a los afectados por la esclerosis lateral amiotrófica y se unió Global Goals Campaign para acabar con la pobreza mundial en 2030. En 2019, donó $500 mil en apoyo a los refugiados de la guerra civil siria en Francia.

## Imagen pública

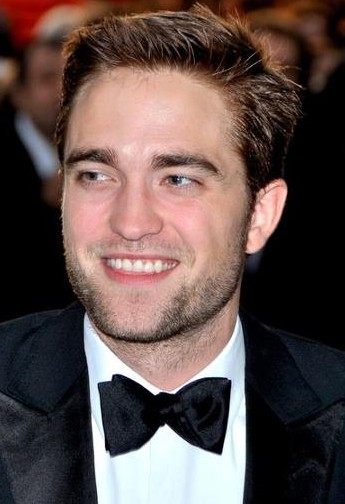
Pattinson en el Festival de Cannes de 2012.

Pattinson fue nombrado uno de los hombres vivos más atractivos del mundo en 2008 y 2009 por las revistas People y Vanity Fair. En 2009, también fue nombrado el hombre más atractivo en una encuesta realizada por la revista Glamour en todo el Reino Unido. En 2010 fue nombrado el hombre mejor vestido del mundo por las revistas GQ y Glamour por su «extrema e inspiradora elegancia con la verdadera esencia del hombre contemporáneo». El sitio AskMen lo consideró uno de los 49 hombres más influyentes del 2009. En 2020 fue nombrado el hombre más atractivo del mundo con un ratio de 92.15% según el método de proporción áurea diseñado en la antigua Grecia.
En sumatoria de todos sus papeles protagónicos en el cine, sus películas totalizan más de 3.8 mil millones de dólares recaudados solo en taquilla. La revista Vanity Fair lo nombró como uno de los actores mejor pagados de Hollywood en 2009 con ganancias estimadas de 18 millones. En 2010, el periódico británico The Sunday Times lo puso en su lista de jóvenes millonarios en el Reino Unido, con un valor de 13 millones de libras esterlinas. En el mismo año la revista Time lo nombró una de las 100 personas más influyentes en el mundo. Vanity Fair lo incluyó en su lista de las 40 celebridades con más ingresos en 2010, donde ubicó el puesto quince con ganancias estimadas de 27.5 millones de dólares por sus películas. En 2012 la revista Forbes lo colocó en la cuarta posición de su lista de los actores más rentables de la industria, con ganancias de 31.7 millones de dólares. La revista Glamour lo nombró el segundo británico más rico menor de 30 años, con ganancias estimadas de 45 millones de libras esterlinas en 2013, mientras que el periódico Evening Standard lo consideró uno de los londinenses más influyentes del mundo.
Dos estatuas de Pattinson fueron creadas y expuestas en los museos de Madame Tussauds en Londres (Reino Unido) y Nueva York (Estados Unidos). Además de ello, el astrónomo ruso Timur Kryachko nombró a un asteroide que descubrió como 246789 Pattinson, en honor al actor.

## Filmografía
| Año  | Título                                    | Papel                  | Ref.    |
| ---- | ----------------------------------------- | ---------------------- | ------- |
| 2004 | Vanity Fair                               | Rawdy Crawley          | [ 15 ]  |
| 2005 | Harry Potter y el cáliz de fuego          | Cedric Diggory         | [ 16 ]  |
| 2008 | How to Be                                 | Cedric Diggory         | [ 16 ]  |
| 2008 | Sin límites                               | Salvador Dalí          | [ 29 ]  |
| 2008 | Crepúsculo                                | Edward Cullen          | [ 21 ]  |
| 2009 | The Summer House (Cortometraje)           | Richard                |         |
| 2009 | The Twilight Saga: New Moon               | Edward Cullen          | [ 30 ]  |
| 2010 | Recuérdame                                | Tyler Hawkins          | [ 44 ]  |
| 2010 | The Twilight Saga: Eclipse                | Edward Cullen          | [ 34 ]  |
| 2011 | Water for Elephants                       | Jacob Jankowski        | [ 54 ]  |
| 2011 | The Twilight Saga: Breaking Dawn - Part 1 | Edward Cullen          | [ 48 ]  |
| 2012 | Bel Ami                                   | Georges Duroy          | [ 58 ]  |
| 2012 | Cosmopolis                                | Erick Parker           | [ 66 ]  |
| 2012 | The Twilight Saga: Breaking Dawn - Part 2 | Edward Cullen          | [ 73 ]  |
| 2014 | The Rover                                 | Reynolds               | [ 87 ]  |
| 2014 | Maps to the Stars                         | Jerome Fontana         | [ 94 ]  |
| 2015 | La reina del desierto                     | Thomas Edward Lawrence | [ 98 ]  |
| 2015 | Life                                      | Dennis Stock           | [ 112 ] |
| 2015 | The Childhood of a Leader                 | Charles Marker         |         |
| 2016 | La ciudad perdida de Z                    | Henry Costin           | [ 102 ] |
| 2017 | Good Time                                 | Connie Nikas           | [ 105 ] |
| 2018 | Damsel                                    | Samuel Alabaster       | [ 111 ] |
| 2019 | High Life                                 | Monte                  | [ 112 ] |
| 2019 | El faro                                   | Ephraim Winslow        | [ 116 ] |
| 2019 | El rey                                    | El Delfín de Francia   | [ 115 ] |
| 2020 | Tenet                                     | Neil                   | [ 119 ] |
| 2020 | Waiting for the Barbarians                | Oficial Mandel         | [ 174 ] |
| 2020 | The Devil All the Time                    | Preston Teagardin      | [ 118 ] |
| 2022 | The Batman                                | Bruce Wayne / Batman   | [ 120 ] |
| 2025 | Mickey 17                                 | Mickey Barnes          | [ 175 ] |

| Año  | Título                        | Papel       | Notas     |
| ---- | ----------------------------- | ----------- | --------- |
| 2004 | Dark Kingdom: The Dragon King | Giselher    | Telefilme |
| 2006 | The Haunted Airman            | Toby Jugg   | Telefilme |
| 2007 | The Bad Mother's Handbook     | Daniel Gale | Telefilme |

## Discografía
| Año  | Canción | Álbum             | Artista     | Notas       |
| ---- | ------- | ----------------- | ----------- | ----------- |
| 2013 | «Birds» | Government Plates | Death Grips | Guitarrista |

Apariciones en bandas sonoras
| Año  | Canción                         | Banda sonora                                              |
| ---- | ------------------------------- | --------------------------------------------------------- |
| 2008 | «Never Think»                   | Twilight: Original Motion Picture Soundtrack              |
| 2008 | «Let Me Sign»                   | Twilight: Original Motion Picture Soundtrack              |
| 2009 | «Chokin' on the Dust» (Parte 1) | How to Be Soundtrack : Original Motion Picture Soundtrack |
| 2009 | «Chokin' on the Dust» (Parte 2) | How to Be Soundtrack : Original Motion Picture Soundtrack |
| 2009 | «Doin' Fine»                    | How to Be Soundtrack : Original Motion Picture Soundtrack |
| 2018 | «Honeybun»                      | Damsel                                                    |
| 2019 | «Willow»                        | High Life                                                 |

## Premios y nominaciones
| Año  | Premiación                | Categoría                                                       | Nominado por                              | Resultado | Ref.    |
| ---- | ------------------------- | --------------------------------------------------------------- | ----------------------------------------- | --------- | ------- |
| 2009 | MTV Movie Awards          | Mejor Actor Revelación                                          | Twilight                                  | Nominado  | [ 176 ] |
| 2009 | MTV Movie Awards          | Mejor Beso (con Kristen Stewart)                                | Twilight                                  | Ganador   | [ 176 ] |
| 2009 | MTV Movie Awards          | Mejor Pelea (con Cam Gigandet)                                  | Twilight                                  | Ganador   | [ 176 ] |
| 2009 | Teen Choice Awards        | Actor más Atractivo                                             | Twilight                                  | Ganador   | [ 27 ]  |
| 2009 | Teen Choice Awards        | Mejor Actor de Cine de Drama                                    | Twilight                                  | Ganador   | [ 27 ]  |
| 2009 | Teen Choice Awards        | Mejor Beso (con Kristen Stewart)                                | Twilight                                  | Ganador   | [ 27 ]  |
| 2009 | Teen Choice Awards        | Mejor Pelea (con Cam Gigandet)                                  | Twilight                                  | Ganador   | [ 27 ]  |
| 2009 | Scream Awards             | Mejor Actor de Fantasía                                         | Twilight                                  | Ganador   | [ 24 ]  |
| 2009 | Scream Awards             | Mejor Elenco                                                    | Twilight                                  | Nominado  | [ 24 ]  |
| 2010 | People's Choice Awards    | Mejor Equipo en Pantalla (con Taylor Lautner y Kristen Stewart) | Twilight                                  | Ganador   | [ 25 ]  |
| 2010 | People's Choice Awards    | Actor de Cine Favorito                                          | Twilight                                  | Nominado  | [ 25 ]  |
| 2010 | Kids Choice Awards        | Mejor Pareja (con Kristen Stewart)                              | The Twilight Saga: New Moon               | Nominado  | [ 177 ] |
| 2010 | Golden Raspberry Awards   | Peor Actor de Reparto                                           | The Twilight Saga: New Moon               | Nominado  | [ 33 ]  |
| 2010 | Golden Raspberry Awards   | Peor Dúo en Pantalla (con Kristen Stewart)                      | The Twilight Saga: New Moon               | Nominado  | [ 33 ]  |
| 2010 | MTV Movie Awards          | Mejor Actor                                                     | The Twilight Saga: New Moon               | Ganador   | [ 26 ]  |
| 2010 | MTV Movie Awards          | Estrella Global                                                 | The Twilight Saga: New Moon               | Ganador   | [ 26 ]  |
| 2010 | MTV Movie Awards          | Mejor Beso (con Kristen Stewart)                                | The Twilight Saga: New Moon               | Ganador   | [ 26 ]  |
| 2010 | Teen Choice Awards        | Mejor Beso (con Kristen Stewart)                                | The Twilight Saga: New Moon               | Ganador   | [ 32 ]  |
| 2010 | Teen Choice Awards        | Mejor Química en Pantalla (con Kristen Stewart)                 | The Twilight Saga: New Moon               | Ganador   | [ 32 ]  |
| 2010 | Teen Choice Awards        | Mejor Actor de Cine de Fantasía                                 | The Twilight Saga: New Moon               | Nominado  | [ 32 ]  |
| 2010 | Teen Choice Awards        | Actor más Atractivo                                             | The Twilight Saga: New Moon               | Nominado  | [ 32 ]  |
| 2010 | Teen Choice Awards        | Mejor Actor de Cine de Drama                                    | Remember Me                               | Ganador   | [ 32 ]  |
| 2010 | Teen Choice Awards        | Mejor Actor de Cine del Verano                                  | The Twilight Saga: Eclipse                | Ganador   | [ 32 ]  |
| 2010 | Scream Awards             | Mejor Actor de Fantasía                                         | The Twilight Saga: Eclipse                | Ganador   | [ 38 ]  |
| 2010 | BBC Radio 1 Teen Awards   | Mejor Actor                                                     | The Twilight Saga: Eclipse                | Ganador   | [ 40 ]  |
| 2010 | BBC Radio 1 Teen Awards   | Mejor Vestido                                                   | The Twilight Saga: Eclipse                | Ganador   | [ 40 ]  |
| 2011 | Golden Raspberry Awards   | Peor Actor                                                      | The Twilight Saga: Eclipse                | Nominado  | [ 43 ]  |
| 2011 | MTV Movie Awards          | Mejor Actor                                                     | The Twilight Saga: Eclipse                | Ganador   | [ 41 ]  |
| 2011 | MTV Movie Awards          | Mejor Beso (con Kristen Stewart)                                | The Twilight Saga: Eclipse                | Ganador   | [ 41 ]  |
| 2011 | MTV Movie Awards          | Mejor Pelea (con Bryce Dallas Howard y Xavier Samuel)           | The Twilight Saga: Eclipse                | Ganador   | [ 41 ]  |
| 2011 | People's Choice Awards    | Actor de Cine Favorito                                          | The Twilight Saga: Eclipse                | Nominado  | [ 39 ]  |
| 2011 | People's Choice Awards    | Mejor Equipo en Pantalla (con Taylor Lautner y Kristen Stewart) | The Twilight Saga: Eclipse                | Ganador   | [ 39 ]  |
| 2011 | Teen Choice Awards        | Mejor Vampiro                                                   | The Twilight Saga: Eclipse                | Ganador   | [ 42 ]  |
| 2011 | Teen Choice Awards        | Mejor Actor de Drama                                            | Water for Elephants                       | Ganador   | [ 42 ]  |
| 2012 | People's Choice Awards    | Actor de Cine Favorito                                          | Water for Elephants                       | Nominado  | [ 178 ] |
| 2012 | Golden Raspberry Awards   | Peor Pareja (con Kristen Stewart)                               | The Twilight Saga: Breaking Dawn - Part 1 | Nominado  | [ 53 ]  |
| 2012 | MTV Movie Awards          | Mejor Beso (con Kristen Stewart)                                | The Twilight Saga: Breaking Dawn - Part 1 | Ganador   | [ 179 ] |
| 2012 | Teen Choice Awards        | Actor más Atractivo                                             | The Twilight Saga: Breaking Dawn - Part 1 | Nominado  | [ 52 ]  |
| 2012 | Teen Choice Awards        | Mejor Actor de Cine de Ciencia Ficción/Fantasía                 | The Twilight Saga: Breaking Dawn - Part 1 | Nominado  | [ 52 ]  |
| 2012 | Teen Choice Awards        | Mejor Beso (con Kristen Stewart)                                | The Twilight Saga: Breaking Dawn - Part 1 | Nominado  | [ 52 ]  |
| 2012 | Teen Choice Awards        | Mejor Romance                                                   | The Twilight Saga: Breaking Dawn - Part 1 | Nominado  | [ 52 ]  |
| 2013 | Teen Choice Awards        | Mejor Actor de Cine de Ciencia Ficción/Fantasía                 | The Twilight Saga: Breaking Dawn - Part 2 | Nominado  | [ 80 ]  |
| 2013 | Teen Choice Awards        | Mejor Actor                                                     | The Twilight Saga: Breaking Dawn - Part 2 | Ganador   | [ 80 ]  |
| 2013 | Teen Choice Awards        | Mejor Beso (con Kristen Stewart)                                | The Twilight Saga: Breaking Dawn - Part 2 | Ganador   | [ 80 ]  |
| 2013 | Golden Raspberry Awards   | Peor Actor de Reparto                                           | The Twilight Saga: Breaking Dawn - Part 2 | Nominado  | [ 81 ]  |
| 2013 | Golden Raspberry Awards   | Peor Dúo en Pantalla (con Kristen Stewart)                      | The Twilight Saga: Breaking Dawn - Part 2 | Nominado  | [ 81 ]  |
| 2015 | AACTA Awards              | Mejor Actor de Reparto                                          | The Rover                                 | Nominado  | [ 180 ] |
| 2015 | Canadian Screen Awards    | Mejor Actor de Reparto                                          | Maps to the Stars                         | Nominado  | [ 181 ] |
| 2017 | Gotham Awards             | Mejor Actor                                                     | Good Time                                 | Nominado  | [ 108 ] |
| 2017 | Satellite Awards          | Mejor Actor                                                     | Good Time                                 | Nominado  | [ 110 ] |
| 2018 | Independent Spirit Awards | Mejor Actor                                                     | Good Time                                 | Nominado  | [ 109 ] |
| 2020 | Independent Spirit Awards | Mejor Actor                                                     | The Lighthouse                            | Nominado  | [ 117 ] |
| 2020 | Jupiter Awards            | Mejor Actor Internacional                                       | The Lighthouse                            | Nominado  | [ 182 ] |
| 2021 | Saturn Awards             | Mejor Actor de Reparto                                          | Tenet                                     | Nominado  | [ 183 ] |
| 2022 | Saturn Awards             | Mejor Actor en una Película                                     | The Batman                                | Nominado  | [ 184 ] |